# Highwayman (album)
Highwayman je album iz 1985. country supergrupe The Highwaymen sastavljene od Krisa Kristoffersona, Johnnyja Casha, Waylona Jenningsa i Willieja Nelsona. Highwayman, objavljen u izdanju Columbia Recordsa, bio je prvi i najuspješniji album benda.
Highwayman, koji se sastoji od deset pjesama, objavljen je kao nasljednik istoimenog uspješnog singla sa samog albuma. "Highwayman", obrada pjesme Jimmyja Webba, zauzela je vrh country ljestvice, a slijedio je top 20 hit "Desperados Waiting for a Train", čiju je originalnu verziju pjevao Guy Clark. Album je u cijelosti producirao Chips Moman.
Grupa se nije od početka zvala "The Highwaymen". Na njihova prva dva albuma kreditirani su kao "Nelson, Jennings, Cash, Kristofferson". Službeno ime je postalo prepoznatljivo u godinama koje su uslijedile, a posljednjem zajedničkom albumu, The Road Goes on Forever, potpisani su kao "The Highwaymen".

## Popis pjesama
1. "Highwayman" (Jimmy Webb) – 3:00
2. "The Last Cowboy Song" (Ed Bruce) – 3:08
3. "Jim, I Wore a Tie Today" (Cindy Walker) – 3:20
4. "Big River" (Johnny Cash) – 2:45
5. "Committed to Parkview" (Cash) – 3:18
6. "Desperados Waiting for a Train" (Guy Clark) – 4:34
7. "Deportee (Plane Wreck at Los Gatos)" (Woody Guthrie) – 3:45
8. "Welfare Line" (Paul Kennerley) – 2:34
9. "Against the Wind" (Bob Seger) – 3:46
10. "The Twentieth Century Is Almost Over" (Steve Goodman, John Prine) – 3:33